# TOI-6883
TOI-6883 è un sistema binario visuale situato nella costellazione del Delfino, a circa 94 parsec (circa 307 anni luce) dalla Terra. È composto da due stelle di tipo solare: TOI-6883A e TOI-6883B, separate da circa 6,5″, equivalenti a circa 616 UA.

## Caratteristiche
Le due componenti, classificate come di stelle di classe G, presentano masse e raggi simili a quelli del Sole. I dati astrometrici di Gaia DR3 mostrano che le due stelle hanno:
- Parallassi quasi identiche (~10.6 mas)
- Moti propri coerenti
- Una separazione compatibile con un periodo orbitale di circa 15.300 anni

Queste caratteristiche indicano che TOI-6883A e TOI-6883B sono legate gravitazionalmente e formano un sistema binario stabile.

## Pianeta TOI-6883Ab
Il pianeta TOI-6883 Ab è un gioviano caldo con periodo orbitale di circa 16,25 giorni, in orbita attorno alla componente principale TOI-6883A. Il suo transito è stato scoperto dalla missione TESS e successivamente confermato da osservazioni fotometriche terrestri.
Il pianeta ha un raggio di circa 1,1 raggi gioviani e produce una profondità di transito di circa 1,3%. La presenza della compagna TOI-6883B potrebbe influenzare l’evoluzione a lungo termine del sistema tramite fenomeni dinamici come le oscillazioni di Kozai–Lidov.

## Designazione
A seguito della conferma della natura binaria del sistema, la designazione del pianeta è stata aggiornata da TOI-6883 b a TOI-6883 Ab secondo le convenzioni ufficiali UAI per sistemi stellari multipli.